# فرش بلوچی

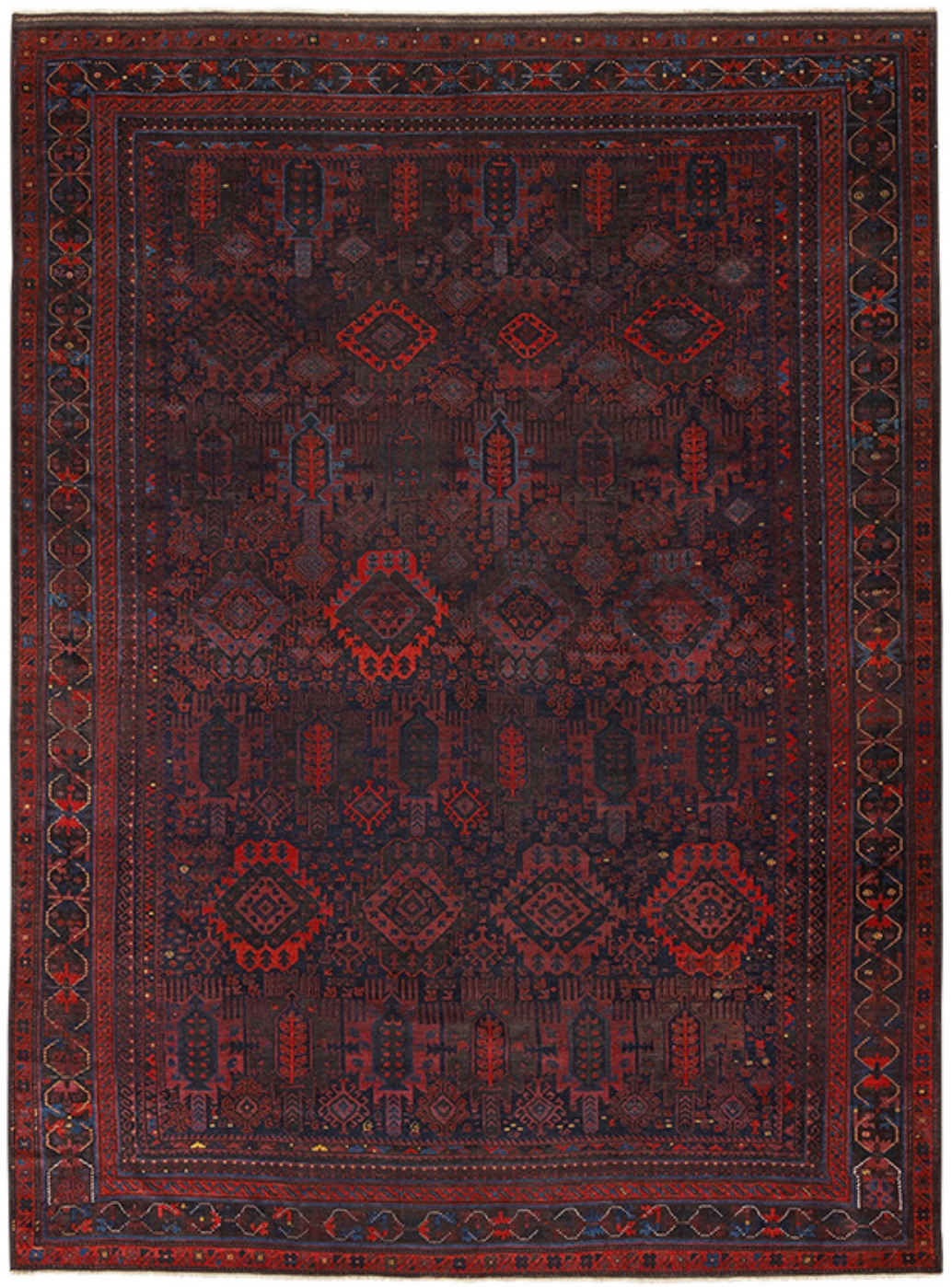
فرش بلوچی

فرش بلوچی گروهی متمایز از فرش‌هایی هستند که قبایل بلوچ، در شمال شرق استان خراسان ایران و منطقه سیستان می‌بافند. علاوه بر بلوچ، بسی دیگر از گروه‌های قومی در خراسان فرش‌هایی شبیه فرش‌های بلوچی می‌بافند که شبیه آنها طراحی شده است.
این فرش‌ها در مکران که بخش اصلی محل سکونت قبایل بلوچ است ساخته نمی‌شد گرچه به کرات به اشتباه چنان پنداشته می‌شود.

## تکنیک‌ها و ساختارها
نقوش گیاهی، حیوانی، هندسی، انسانی، طبیعت و اعتقادات مذهبی در قالی بلوچی و اشیاء مورد علاقه و استفاده مردم عشایر و روستاییان در این نقوش به تصویر کشیده می‌شود که از ویژگی‌های طرح‌ها و نقوش که بیشتر به صورت شکل‌های هندسی و غیر هندسی با خطوط و سطوح طراحی می‌شوند، و الگوهای غیرانتزاعی را به ساده‌ترین شکل ممکن به تصویر می‌کشند.
قالی محرابی بلوچ طرحی سجاده‌ای به سبک بلوچی است و معمولاً محراب یا طاق‌نما در یک انتهای سجاده دارد.

## جنس و رنگ
مواد مورد استفاده در قالی و فرش بلوچی معمولاً شامل پشم یا مخلوطی از پشم و موی بز است، فرش‌های جدیدتر دارای تار ساخته شده از پنبه و فرش‌های پشمی محکم هستند.
رنگ‌های قالی‌های بلوچ ترکیبی تیره از قرمز، قهوه‌ای و آبی با رنگ‌های سفید است ضمن آنکه در این نوع قالی دست بافت بلوچی رنگ‌های مصنوعی کمتر به‌کار رفته و بیشتر از رنگ‌های طبیعی استفاده می‌شود.
استفاده از رنگ‌های تیره مشخص است.
گاهی بخشی از قالی و فرش و سجاده‌های بلوچی با موی شتر بافته می‌شود.

## قالی بلوچی
قالیچه بلوچی در ولایت نیمروز، سیستان و بلوچستان و خراسان بافته می‌شود. نقش‌های این فرش‌ها بسیار متنوع است، خیلی از آن‌ها از نقوش مکرر تشکیل شده‌اند. سجاده‌های نماز با طرح طاق مستطیل‌شکل ساده در یک انتها (برای نشان دادن جهت مکه) رایج است. به‌طور معمول، زمین این سجاده‌ها از برگ و ساقه درخت پر می‌شود و گیاهان کوچک هندسی روی آن وجود دارند.
قالی‌های بلوچ معمولاً به طول هشت فوت محدود می‌شوند و همین امر باعث سبک‌تر شدن و حمل و نقل آن‌ها می‌شود.

## نگارخانه

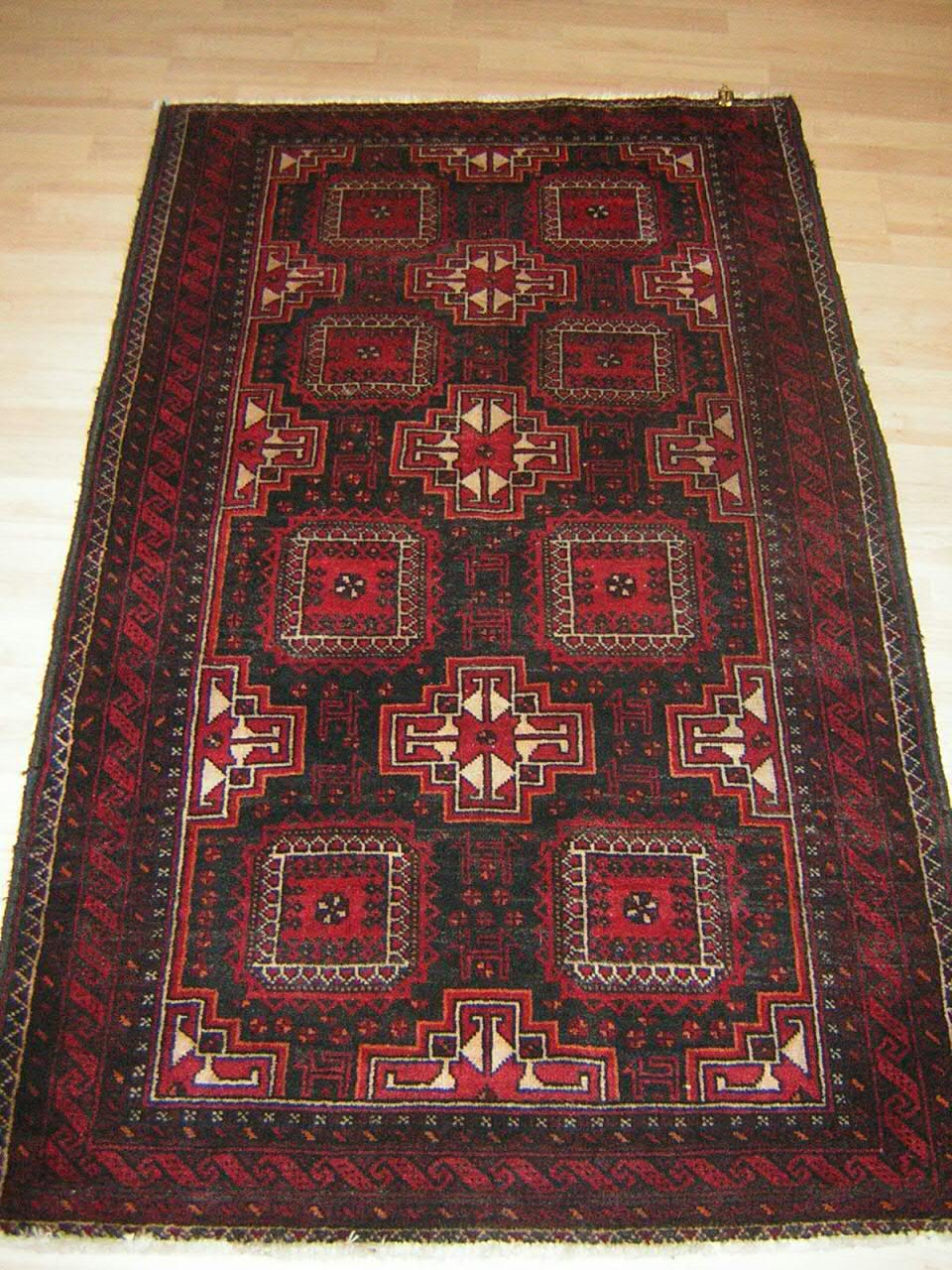
قالی بلوچی
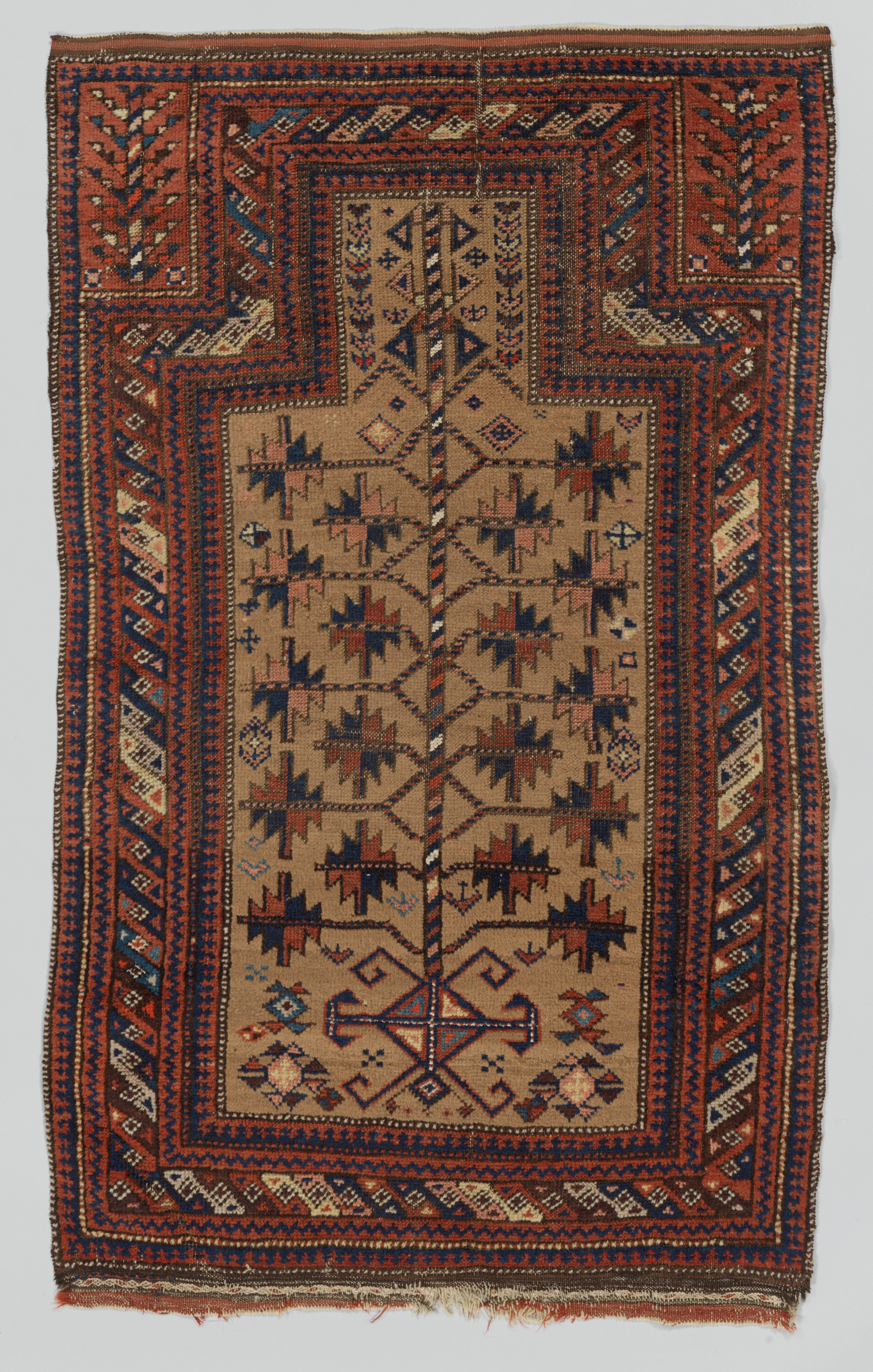
فرش بلوچی بافته شده در بلوچستان، قرن بیستم سال 1961میلادی، جزء آثار هنری به نمایش گذاشته شده موزه هنر کلیولند کشور آمریکا[۱۴].